# Aura Xilonen
Aura Xilonen Arroyo (Ciudad de México, 20 de diciembre de 1995) es una escritora mexicana y estudió cinematografía en la Benemérita Universidad Autónoma de Puebla.  En 2015, cuando tenía 19 años, obtuvo el primer premio Mauricio Achar de Literatura Random House por su novela Campeón Gabacho.
Campeón Gabacho es su primer libro. Trata sobre un campeón de boxeo mexicano que emigra a Estados Unidos cruzando el río Bravo como espalda mojada. La novela se inspira en la vida de su abuelo Liborio, el mismo nombre que el protagonista del libro.

## Premios y distinciones
- Recibió el primer premio Mauricio Achar de Literatura Random House y Librerías Gandhi  en 2015.
- Primer lugar por guion original y segundo lugar por mejor corto por "Celagdakhi" del Complejo Cultural Universitario de la Benemérita Universidad Autónoma de Puebla en 2015.
- Fue la única escritora latinoamericana en participar en el Crossing Border Festival de 2016  en La Haya, Holanda.[4]
- En mayo de 2017 presenta su único libro en el IL FESTIVAL DI LETTERATURA ISPANO-AMERICANA en Turín.[5]